# Большая Копенка
Большая Копенка — река в России, протекает по Саратовской и Волгоградской областям. Устье реки находится в 406 км от устья Медведицы по левому берегу. Длина реки составляет 27 км.

## Данные водного реестра
По данным государственного водного реестра России относится к Донскому бассейновому округу, водохозяйственный участок реки — Медведица от истока до впадения реки Терса, речной подбассейн реки — Дон между впадением Хопра и Северского Донца. Речной бассейн реки — Дон (российская часть бассейна).
Код объекта в государственном водном реестре — 05010300112107000008566.